# Napomyza paratripolii
Napomyza paratripolii är en tvåvingeart som beskrevs av Chen och Wang 2003. Napomyza paratripolii ingår i släktet Napomyza och familjen minerarflugor. Inga underarter finns listade i Catalogue of Life.